# Utrikespolitiska föreningen i Karlstad
Utrikespolitiska föreningen i Karlstad (UPF Karlstad) är en politiskt och religiöst obunden förening som bedriver sin verksamhet vid Karlstads universitet och riktar sig till alla intresserade. Föreningen ingår i organisationen Utrikespolitiska förbundet Sverige (UFS). Föreningens syfte är att väcka intresse, sprida kunskap om utrikespolitiska och vara Karlstads främsta forum för utrikespolitisk debatt. Arbetet bedrivs i form av föreläsningar och seminarier.